# David Fine
David Fine (Canadá, 13 de setembro de 1960) é um cineasta conhecido pelos trabalhos conjuntos com sua esposa, Alison Snowden. Como reconhecimento, foi nomeado ao Óscar 2019 na categoria de Melhor Animação em Curta-metragem.